# Zach Galifianakis
Zachary Knight "Zach" Galifianakis (n. 1 octombrie 1969) este un actor și comic american. El s-a consacrat prin filme ca trilogia The Hangover (2009-2013), Due Date (2010), The Campaign (2012) și Birdman (2014).

## Biografie

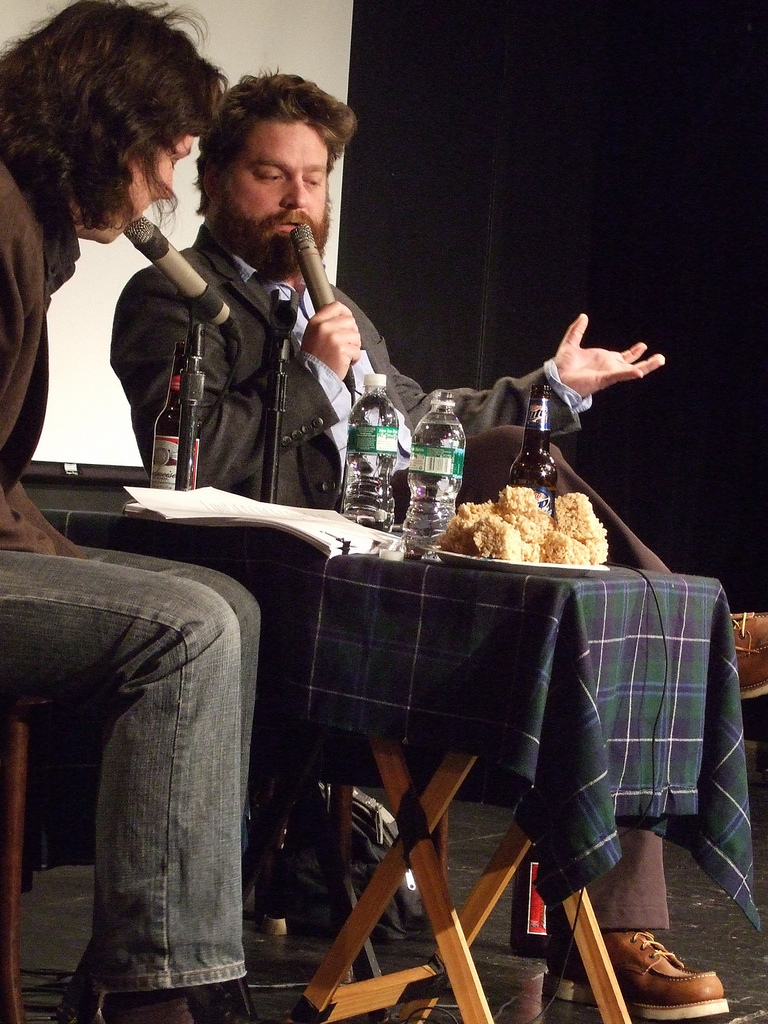
Zach Galifianakis în Inside Joke în New York City, 2006

Galifianakis s-a născut în Wilkesboro, Carolina de Nord, Statele Unite, în familia lui Mary Frances (născută Cashion) și a lui Harry Galifianakis. Mama sa are origini scoțiene, iar bunicii de pe linia tatălui, Michael "Mike" Galifianakis și Sophia Kastrinakis, au fost imigranți din Creta, Grecia. Zach are o soră mai mică pe nume Merritt și un frate mai mare pe nume Greg. Un unchi de-al său, Nick Galifianakis, este politician. Zach a absolvit Wilkes Central High School, apoi a intrat la North Carolina State University, dar nu a absolvit-o.

## Filmografie

### Film
| An        | Titlu                               | Rol                        | Note |
| --------- | ----------------------------------- | -------------------------- | --- |
| 1998–2002 | Stella shorts                       | Santa                      | Filme de scurtmetraj |
| 1999      | Flushed                             | Pathetic guy               | |
| 2001      | Heartbreakers                       | Bill                       | |
| 2001      | Bubble Boy                          | Bus stop man               | |
| 2001      | Corky Romano                        | Dexter                     | |
| 2001      | Out Cold                            | Luke                       | |
| 2002      | Below                               | Weird Wally                | |
| 2007      | Into the Wild                       | Kevin Wallis               | |
| 2008      | What Happens in Vegas               | Dave the bear              | |
| 2008      | Visioneers                          | George                     | |
| 2009      | The Ballad of G.I. Joe              | Snow Job                   | Film de scurtmetraj |
| 2009      | Gigantic                            | Homeless guy               | |
| 2009      | The Hangover                        | Alan Garner                | - MTV Movie Award for Best Comedic Performance - Nominalizare – Houston Film Critics Society Award for Best Supporting Actor - Nominalizare – MTV Movie Award for Best Breakthrough Performance (împărțit cu Bradley Cooper și Ed Helms) |
| 2009      | G-Force                             | Ben Paredes                | Also in the video game |
| 2009      | Up in the Air                       | Steve Sewa                 | Central Ohio Film Critics Association Award for Best Ensemble Ensemble Nominalizat – Broadcast Film Critics Association Award for Best Cast Nominalizat – Washington D.C. Area Film Critics Association Award for Best Ensemble |
| 2009      | Operation: Endgame                  | Hermit                     | |
| 2009      | Little Fish, Strange Pond           | Bucky                      | |
| 2009      | Youth in Revolt                     | Jerry                      | |
| 2010      | Dinner for Schmucks                 | Therman Murch              | Comedy Award for Best Comedy Actor |
| 2010      | It's Kind of a Funny Story          | Bobby                      | |
| 2010      | Due Date                            | Ethan Tremblay/Ethan Chase | Nominalizare – MTV Movie Award for Best Comedic Performance Nominalizare – Teen Choice Awards for Choice Movie: Actor Comedy |
| 2011      | The Hangover Part II                | Alan Garner                | Nominalizare – MTV Movie Award for Best Comedic Performance Nominalizare – Teen Choice Awards for Choice Movie: Actor Comedy Nominalizare – Teen Choice Awards for Choice Movie: Chemistry (shared with Bradley Cooper and Ed Helms) |
| 2011      | Puss in Boots                       | Humpty Dumpty (voce)       | Nominalizare – Annie Award for Voice Acting in a Feature Production |
| 2011      | The Muppets                         | Hobo Joe                   | |
| 2012      | Tim and Eric's Billion Dollar Movie | Jim Joe Kelly              | |
| 2012      | The Campaign                        | Marty Huggins              | Also producer Nominalizare – MTV Movie Award for Best On-Screen Duo (împărțit cu Will Ferrell) |
| 2013      | The Hangover Part III               | Alan Garner                | |
| 2014      | Are You Here                        | Ben Baker                  | |
| 2014      | Muppets Most Wanted                 | Hobo Joe                   | Cameo |
| 2014      | Birdman                             | Jake                       | Alliance of Women Film Journalists Award for Best Ensemble Boston Online Film Critics Association Awards for Best Ensemble Critics' Choice Movie Award for Best Acting Ensemble Detroit Film Critics Society Award for Best Ensemble Las Vegas Film Critics Society Award for Best Ensemble New York Film Critics Online Award for Best Ensemble Cast North Texas Film Critics Association Award for Best Ensemble Cast Phoenix Film Critics Society Award for Best Ensemble Acting San Diego Film Critics Society Award for Best Film Ensemble Washington D.C. Area Film Critics Association Awards for Best Acting Ensemble Screen Actors Guild Award for Outstanding Performance by a Cast in a Motion Picture Nominalizat – Boston Society of Film Critics Award for Best Cast 2nd Place Nominalizat – Central Ohio Film Critics Association Award for Best Ensemble Nominalizat – Florida Film Critics Circle Award for Best Cast Nominalizat – Georgia Film Critics Association Award for Best Ensemble |
| 2015      | Tulip Fever                         |                            | Post-producție |
| 2015      | Masterminds                         | David                      | Post-producție |

### Televiziune
| An        | Titlu                                 | Rol                                  | Note                                                                                                |
| --------- | ------------------------------------- | ------------------------------------ | --------------------------------------------------------------------------------------------------- |
| 1996–1997 | Boston Common                         | Bobby                                | 5 episoade                                                                                          |
| 1997      | Apartment 2F                          | Zach                                 | 5 episoade                                                                                          |
| 2003–2005 | Tru Calling                           | Davis                                | 27 episoade                                                                                         |
| 2005–2007 | Reno 911!                             | Frisbee                              | 4 episoade                                                                                          |
| 2006      | Dog Bites Man                         | Alan Finger                          | 9 episoade; Also writer and producer                                                                |
| 2006      | Tom Goes to the Mayor                 | Dr. Vickerson (voce)                 | 2 episoade                                                                                          |
| 2006      | Wonder Showzen                        | Uncle Daddy (voce)                   | Episodul: "Horse Apples"                                                                            |
| 2007      | The Sarah Silverman Program           | Fred Blorth                          | Episodul: "Humanitarian of the Year"                                                                |
| 2007–2010 | Tim and Eric Awesome Show, Great Job! | Diverse personaje                    | 7 episoade                                                                                          |
| 2009–2010 | American Dad!                         | Heavyset man / Norman / Juror (voci) | 2 episoade                                                                                          |
| 2009–2011 | Bored to Death                        | Ray                                  | 24 episoade                                                                                         |
| 2010      | Funny or Die Presents                 | Cast (Just 3 Boyz)                   | Episodl #1.10                                                                                       |
| 2010–2013 | Saturday Night Live                   | El însuși (host)                     | 3 episoade Nominalizat – Primetime Emmy Award for Outstanding Guest Actor in a Comedy Series (2011) |
| 2012–2014 | Bob's Burgers                         | Chet / Felix (voci)                  | 4 episoade                                                                                          |
| 2013      | Kroll Show                            | Diverse personaje                    | Episodul: "The Greatest Hits of It"                                                                 |
| 2013      | Comedy Bang! Bang!                    | Santa Claus                          | Episodul: "Zach Galifianakis Wears a Santa Suit"                                                    |
| 2013      | The Chris Gethard Show                | El însuși                            | Episodul: "Who Wants a Haircut"                                                                     |
| 2013–2014 | Tim and Eric's Bedtime Stories        | Zach                                 | 2 episoade                                                                                          |
| 2013–2014 | Brody Stevens: Enjoy It!              | El însuși                            | 12 episoade                                                                                         |
| 2014      | The Simpsons                          | Lucas Bortner (voce)                 | Episodul: "Luca$"                                                                                   |
| 2014      | Triptank                              | Jack the Janitor (voce)              | Episodul: "Crossing the Line"                                                                       |

### Clipuri video
| An   | Titlu                 | Rol         | Note                      |
| ---- | --------------------- | ----------- | ------------------------- |
| 2007 | Not About Love        | Fiona Apple | Fiona Apple               |
| 2007 | Can't Tell Me Nothing | El însuși   | Website-ul lui Kanye West |
| 2013 | Spring Break Anthem   | El însuși   | The Lonely Island         |